# Coiffe bigoudène

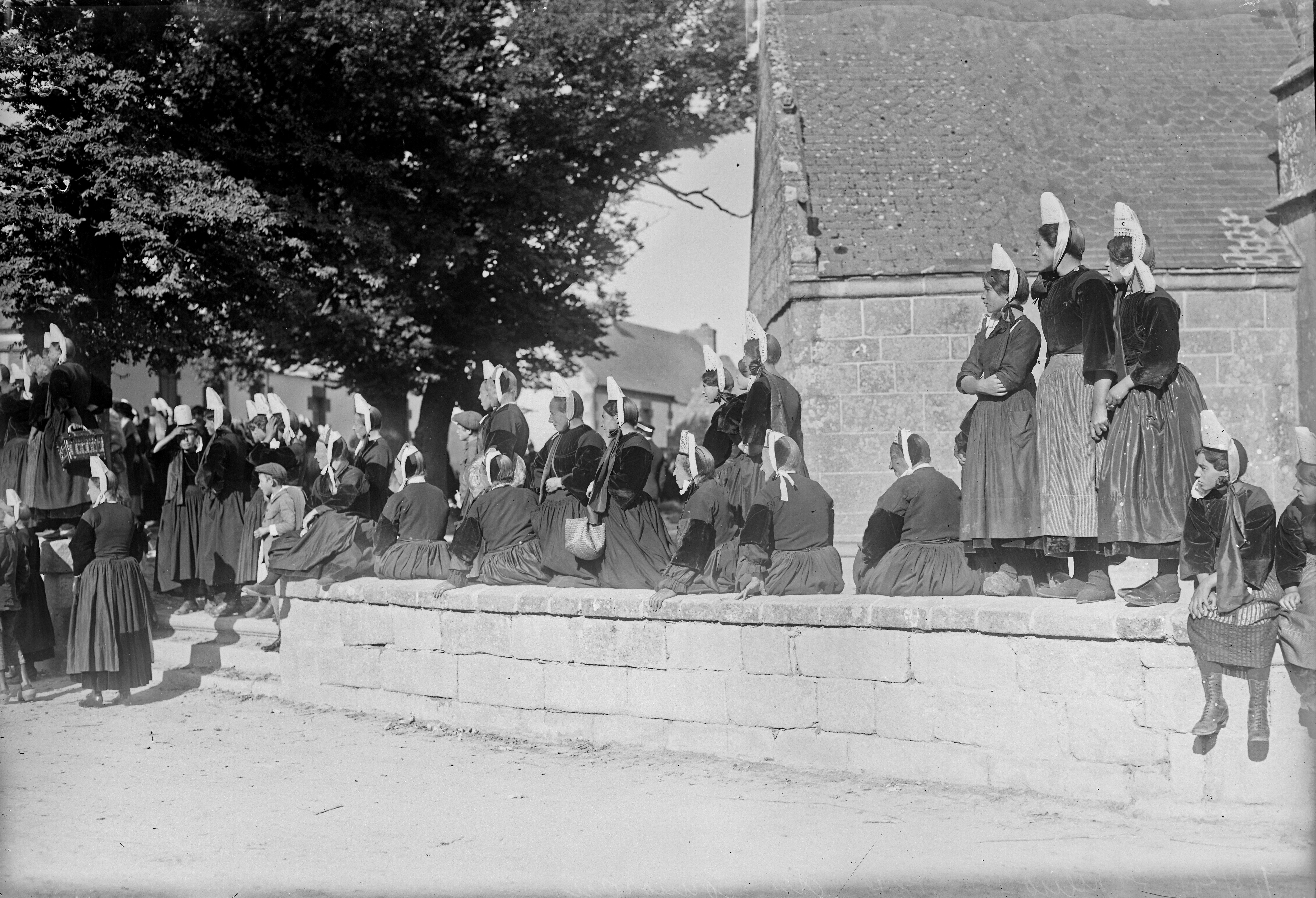
Bigoudènes regardant passer le défilé de la Fête des Cormorans à Penmarch le 7 août 1921.

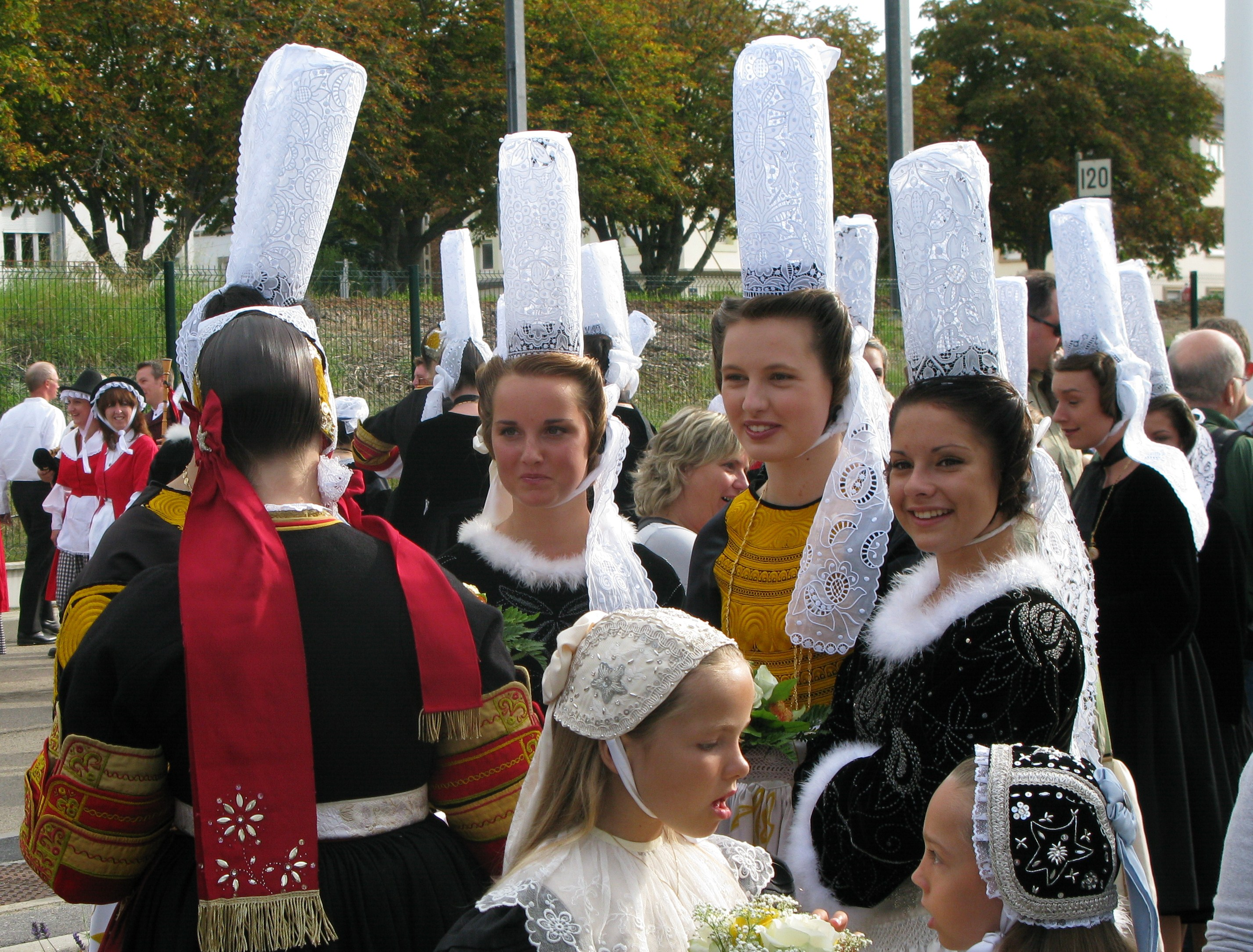
Coiffes bigoudènes du cercle br portée pour la Grande Parade du Festival Interceltique de Lorient en 2009.

La coiffe bigoudène est une coiffe vestimentaire, qui était portée par les femmes du Pays bigouden en Bretagne. S'il existe plusieurs coiffes dites bigoudènes selon les époques, la plus connue est la coiffe de cérémonie « haute » (1920/1960), caractérisée par sa taille (une trentaine de centimètres, jusqu'à 40 cm à Penmarc'h) et qui est devenue un symbole de la Bretagne.

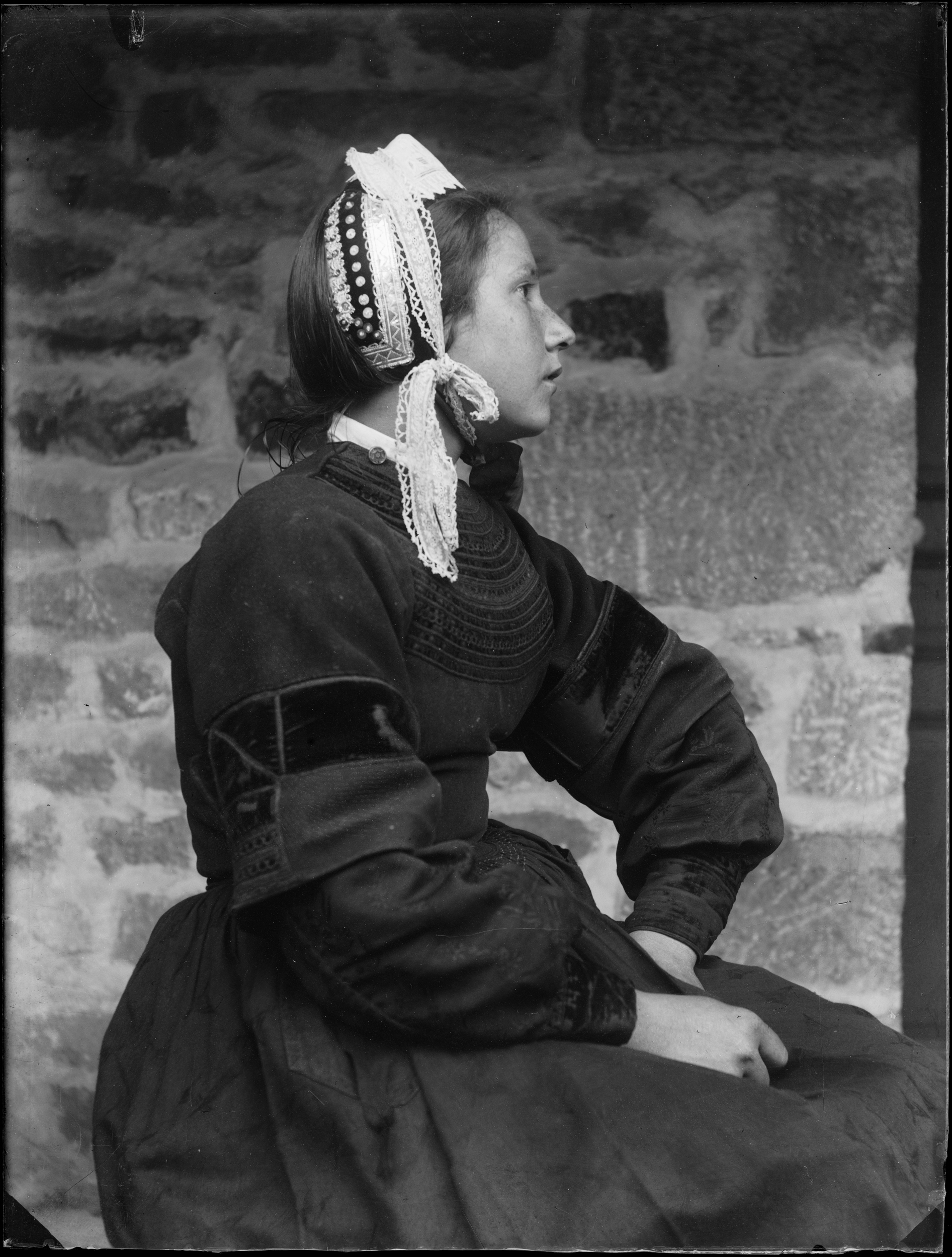
Jeune bigoudène photographiée par Paul Gruyer au début du XXe siècle.

## Historique
Initialement, le mot bigouden, apparu dans les années 1830, désigne la petite pointe qui surmonte la coiffe. Il s'étend par la suite à la coiffe entière, puis au pays où cette coiffe est portée.
Contrairement à une légende répandue, faisant de la taille de coiffes une réponse aux clochers coupés lors de la révolte du Papier-timbré (XVIIe siècle), la coiffe bigoudène n’est devenue haute qu’au XXe siècle, notamment dans l'entre deux guerres où elle gagne un centimètre par an. Elle ne commence sa croissance en hauteur qu'à partir de 1920. La hauteur maximale de la coiffe est atteinte au sortir de la Seconde Guerre mondiale, date à laquelle le costume breton devient démodé, les Bigoudènes abandonnant cet attribut qu'elles jugent ringard et dont la hauteur est peu compatible avec les conditions nouvelles de la vie quotidienne. À la fin des années 1970, le folklore prend le relais de ce déclin : sous les effets du développement du tourisme de masse, de nouvelles générations de Bigoudènes portent une coiffe plus petite dans les pardons, les fêtes et les festivals, cet attribut étant devenu à cette occasion un symbole de la culture bretonne.. 
La coiffe haute est une coiffe de cérémonie : la coiffe de tous les jours (hors deuil), portée pendant les travaux quotidiens, est le vouloutenn, en fait un simple ruban de velours noir autour du peigne et derrière lequel on dissimulait le chignon.
En 1977, 31 % des femmes de plus de 47 ans portent la coiffe, chiffre qui passe à 500 femmes (tous âges confondus) en 1993. En 2011, Maria Lambour est l'une des dernières femmes à porter quotidiennement cette coiffe. En 2016 elle n'est portée que lors de manifestations culturelles et par de rares femmes sur une base presque quotidienne. En 2019, hors des cercles folkloriques, on ne recense plus qu'une seule femme de 93 ans l'arborant occasionnellement, Alexia Caoudal.

## Analyse sociologique
L'envol de la coiffe au XXe siècle s'inscrit dans le contexte de développement de l'emploi des femmes dans la région marquée par l'exode rural, l'industrialisation et les luttes sociales. Selon l'anthropologue Charles R. Menzies, le port de la coiffe peut être vu à cette époque comme une manifestation d'une résistance de genre et de classe et une revendication identitaire.

## Composition
La partie haute de la coiffe est un rectangle de dentelle, qui doit être amidonnée avant d'être repassée pour acquérir de la tenue.

## Dans la culture
La coiffe a pu être vue dans des publicités, telles que celles de la franchise Tipiak (avec les Bigoudènes Jeanne Guéguen, Berthe Jaouen et Maria Lambour en 1993, remplacées après leur disparition dans les années 2010 par Andrée Le Floch, Marie-Louise Lopéré et Alexia Caoudal) ou de Breizh Cola,. 
Les autocollants de l'entreprise À l'Aise Breizh, symbolisant un petit personnage portant une coiffe bigoudène, collés sur les voitures à plus de 800 000 exemplaires et reproduits sur 400 000 vêtements et accessoires, sont devenus un symbole populaire de reconnaissance des bretons.
Dès les années 1950 la coiffe bigoudène (qui ne représente que deux cantons bretons et est inconnue ailleurs dans le costume traditionnel) est devenue le cliché de la Bretonne par excellence dans les caricatures de la presse française, ainsi celles de Plantu, dans le quotidien français Le Monde.